# ترومبوز وریدپورت
ترومبوز وریدپورت نوعی از ترومبوز سیاهرگی است که بر روی ورید پورت اثر می‌گذارد که می‌تواند منجر به بالا رفتن فشارخون ورید پورت و در نهایت کاهش میزان خونرسانی به کبد شود.

## علائم و نشانه‌ها
این بیماری می‌تواند باعث تب، علائم سوءهاضمه و به تدریج درد شکمی شود. با این حال می‌تواند بدون بروز علائم منجر به بالا رفتن فشارخون ورید پورت قبل از تشخیص شود. علائم دیگر می توانند بر اساس علت ایجاد شوند.
به عنوان مثال اگر ترومبوز وریدپورت به علت سیروز کبدی ایجاد شود، خونریزی یا علائم دیگری از بیماری کبد ممکن است بروز کند. اما اگر این بیماری بر اثر فلبیت عروق ایجاد شود علائم عفونت مانند تب، لرز، عرق شبانه نمایان خواهد شد.

## علل
از علل این بیماری می‌توان به کلانژیو کارسینوما، پانکراتیت، سیروز، دیورتیکولیت اشاره کرد. همچنین یکی از عوارض و سختی‌های جراحی برداشتن طحال(splenectomy) بروز این بیماری خواهد بود.

## تشخیص
تشخیص این عارضه معمولاً توسط سونوگرافی، سی‌تی اسکن با کنتراست و یا ام‌آرای صورت می‌گیرد. همچنین آزمایش سطح خونی دی‌دایمر نیز می‌تواند در تشخیص این بیماری کمک کننده باشد، زیرا در ترومبوز وریدپورت میزان شکستن فیبرین افزایش یابد و این اتفاق منجر به افزایش سطح دی‌دایمر خواهد شد.

## درمان
برای درمان می‌توان از ضدانعقاد، شانت و در نهایت پیوند عضو استفاده کرد.